# Mirosław Suchoń
Mirosław Tadeusz Suchoń (ur. 10 stycznia 1976 w Bielsku-Białej) – polski polityk i ekonomista, poseł na Sejm VIII, IX i X kadencji.

## Życiorys
Ukończył Liceum w Zespole Szkół Ekonomicznych im. Michała Kaleckiego w Bielsku-Białej oraz w 2000 studia w Wyższej Szkole Bankowej w Poznaniu (na wydziale zamiejscowym w Chorzowie), specjalizując się w zarządzaniu jakością. Zawodowo związany z branżą bezpieczeństwa systemów informatycznych. Powołany w skład rady nadzorczej Karpackiej Spółdzielni Mieszkaniowej. Pełnił funkcję przewodniczącego rady Osiedla Karpackiego.
Działał w Ruchu Światło-Życie, od 2001 do 2006 w Młodym Centrum (był przewodniczącym regionu śląskiego i członkiem rady), a także w Stowarzyszeniu Projekt: Polska. Był członkiem Unii Wolności (zasiadał m.in. w zarządzie regionu śląskiego, był też wiceprzewodniczącym jej koła w Bielsku-Białej) i Partii Demokratycznej – demokraci.pl (był m.in. członkiem jej zarządu i rady krajowej). Bezskutecznie kandydował w wyborach parlamentarnych w 2005 (do Sejmu), a także w wyborach miejskich w 2006 i w 2010.
W wyborach parlamentarnych w 2015 wystartował ponownie do Sejmu w okręgu bielskim z pierwszego miejsca na liście Nowoczesnej Ryszarda Petru. Uzyskał mandat posła VIII kadencji, otrzymując 13 357 głosów. Zasiadł w śląskim zarządzie Nowoczesnej. W wyborach w 2019 z powodzeniem ubiegał się o poselską reelekcję z ramienia Koalicji Obywatelskiej, zdobywając 10 039 głosów. 20 kwietnia 2021 przeszedł z KO i Nowoczesnej do Polski 2050.
W wyborach w 2023 został wybrany na kolejną kadencję Sejmu, kandydując z ramienia koalicyjnej Trzeciej Drogi i otrzymując 30 897 głosów. W listopadzie tego samego roku objął funkcję przewodniczącego klubu parlamentarnego Polska 2050-Trzecia Droga, którą pełnił do września 2024 roku, został również przewodniczącym sejmowej Komisji Infrastruktury oraz członkiem Komisji Finansów Publicznych.

## Wyniki w wyborach ogólnopolskich
| Wybory | Komitet | Komitet                             | Organ              | Okręg | Wyniki         |
| ------ | ------- | ----------------------------------- | ------------------ | ----- | -------------- |
| 2005   |         | Partia Demokratyczna – demokraci.pl | Sejm V kadencji    | nr 27 | 213 (0,08%)    |
| 2015   |         | Nowoczesna                          | Sejm VIII kadencji | nr 27 | 7306 (3,96%)   |
| 2019   |         | Koalicja Obywatelska                | Sejm IX kadencji   | nr 27 | 10 039 (2,58%) |
| 2023   |         | Trzecia Droga                       | Sejm X kadencji    | nr 27 | 30 897 (6,94%) |